# Asesinatos de Jennifer Ertman y Elizabeth Peña
Las violaciones y asesinatos de Jennifer Lee Ertman y Elizabeth Christine Peña, dos adolescentes de 14 y 16 años de Houston, Texas, ocurrieron el 24 de junio de 1993. Los crímenes llegaron a los titulares periodísticos de Texas debido a la naturaleza de los mismos y por la nueva ley que se promulgó luego de los hechos, que permitió a las familias de las víctimas presenciar la muerte del/los asesino/s. El caso fue notable también debido a que el estado de Texas rechazó varios pedidos de la Corte Internacional de Justicia a retrasar la ejecución de los perpetradores.

## Peña y Ertman
Elizabeth Christine Peña (21 de junio de 1977 - 24 de junio de 1993) y Jennifer Lee Ertman (15 de agosto de 1978 - 24 de junio de 1993) eran amigas cercanas que asistían a la escuela secundaria Waltrip.
Aunque se llevaban poco más de un año de diferencia, los padres de ambas aprobaban su amistad, ya que el padre de Peña veía a Ertman -una muchacha modesta que recientemente había comenzado a experimentar con maquillaje- como una "influencia positiva" sobre su hija, recordando luego que, poco después de que ambas se hicieran amigas en la escuela, Peña "compuso su actitud" luego de una pequeña etapa de rebeldía poco antes de inscribirse en el instituto en 1992.

### 24 de junio de 1993
A las 4:15 P.M. del 24 de junio de 1993, el padre de Erthman, Randy, llevó a su hija única en su vehículo hasta la casa de Peña. Aproximadamente a las 8 P.M., la madre de Peña las llevó hasta el hogar de otra de sus amigas, Gina Escamilla, quién vivía en los apartamentos de Spring Hill y que estaba organizando una fiesta en la piscina para sus amigas de la escuela. Al momento de bajarse del auto, Peña le aseguró a su madre que ella y su amiga regresarían a casa alrededor de las 11:30 P.M.
Cuando ambas jóvenes se dieron cuenta de que se estaba haciendo tarde, decidieron regresar a casa para cumplir la promesa que le habían hecho a sus padres sobre el horario de retorno.
Las chicas decidieron tomar un pequeño atajo de 10 minutos hacía la residencia de Peña en Oak Forest, siguiendo las vías del tren que pasaban por el Parque T.C. Jester. Este lugar estaba a más o menos 1,5 kilómetros del hogar de Peña.

### Iniciación pandillera
Las jóvenes caminaban a la orilla del río White Oak Bayou cuando se encontraron con seis miembros de una pandilla llamada "Black and White", bebiendo cerveza luego de haber celebrado una ceremonia de iniciación para uno de los miembros, Raúl Omar Villareal, de 17 años.
Villareal nunca había formado parte de una pandilla hasta entonces y durante la ceremonia había sido forzado a pelear consecutivamente contra varios miembros de la misma durante 5 minutos antes de que decidieran si era apto para ser aceptado o no. Aproximadamente a las 10:30 P.M., Villareal había peleado efectivamente contra dos miembros antes de ser vencido por el tercero. Mientras se encontraba tendido en el suelo inconsciente, los miembros de la pandilla se habían reunido a un costado para discutir de forma privada si lo iban a aceptar como miembro.
Minutos después, el líder de la pandilla, Peter Cantu, se aproximó a Villareal exclamando: "¡Estas adentro amigo! ¡Eres muy rudo! ¡Eres bienvenido a juntarte con nosotros cuando quieras!". Tras esto, Villareal se sentó junto a los otros miembros para relajarse, intercambiar insultos amistosos, cumplidos y beber cerveza. Al poco, sostuvo una cerveza en alto, proclamando que las cosas iban a ser geniales.

### Secuestro y agresión
Luego de aproximadamente 40 minutos de aceptar varias cervezas de los otros miembros de la pandilla, Ertman y Peña pasaron por el lugar donde se encontraba la pandilla. Uno de los miembros, José Medellín, intentó manosear y pellizcar uno de los pechos de Peña. Peña apartó la mano de Medellín y continuó caminando. Como respuesta, Medellín dijo: "¡No nena! ¿Dónde vas?". Luego rodeó el cuello de Peña con su brazo, la arrojó al suelo y la arrastró hacia un declive de grava en dirección a los otros miembros de la pandilla mientras Peña gritaba y rogaba por ayuda. Luego fue forzada a quitarse su ropa interior.Minutos antes que Peña y Ertman se encontraran con los miembros de la pandilla, otros dos miembros, los gemelos Frank y Ramon Sandoval habían participado en la ceremonia de iniciación de Villarreal. A pesar de que solo uno de los hermanos había peleado con Villarreal, ambos dejaron la ceremonia de iniciación minutos antes que las chicas fueran raptadas. Ambos observaron el rapto de Peña y Ertman, agresión inicial, y los gritos pidiendo ayuda. Ninguno intentó prevenir las agresiones o informar a la policía.
Ertman podría haber huido fácilmente del lugar en ese momento, pero corrió a ayudar a su amiga. Fue arrojada al suelo también por Peter Cantu y Derrick Sean O'Brien.
Cinco de los miembros de la pandilla procedieron a violarlas durante más de una hora repetidamente. Ambas jóvenes fueron violadas y golpeadas, en un mínimo de cuatro ocasiones, por todos a excepción de uno de los miembros de la pandilla, el hermano menor de Medellín, Venancio "Yuni" Medellín, de catorce años. De acuerdo a declaraciones testimoniales durante el juicio, tanto Peña como Ertman se miraron entre ellas varias veces durante el ataque, con claros gestos de preocupación y desesperación. Ambas lucharon contra sus atacantes, Peña en al menos una ocasión intentó quitárselos de encima pateando repetidamente sus piernas y Ertman intentó morder varias veces a sus agresores. De acuerdo a otro testimonio, en una ocasión, Peña miró en dirección a su amiga mientras era violada por Efraín Pérez y comenzó a llorar mientras la observaba.

## Asesinatos
Al darse cuenta de que las chicas serían capaces de identificarlo, Cantu ordenó a los miembros asesinarlas. Le dijo a Venancio Medellín que se quedara atrás porque era "demasiado pequeño para mirar". El resto de la banda llevó a la fuerza a las jóvenes a una zona boscosa. Ambas fueron estranguladas hasta la muerte. Siguiendo la instrucción inicial de Cantu, Villarreal primero le ordenó de un grito a Ertman: "¡Arrodíllate perra!". Acto seguido O'Brien y Villarreal estrangularon a Ertman con el cinturón de nailon rojo de O'Brien hasta que éste se rompió. Completaron el acto estrangulando a la muchacha con un cordón de un zapato en presencia de Peña.
Mientras Ertman era asesinada, Peña fue forzada a observar la muerte de su amiga mientras otros miembros de la banda ataban una ligadura alrededor de su cuello. Al principio, Peña intentó desesperadamente razonar con sus agresores mientras sollozaba, ofreciéndoles su número telefónico para que pudieran "estar juntos". Luego intentó escapar. En respuesta, Cantu logró derribarla y procedió a patearla repetidamente en el rostro y el cuerpo, rompiéndole tres dientes y fracturándole varias costillas.
Luego Cantu, José Medellín y Pérez estrangularon hasta la muerte a Peña con cordones de zapatos. Los pandilleros luego pisotearon las gargantas de las víctimas para asegurar su muerte.
Mientras abandonaban la escena del crimen, Cantu le entregó a Venancio Medellín un reloj de Goofy robado del cuerpo de Ertman, diciendo: "Tómalo, no lo quiero".
Cantu dejó a José Medellín, Pérez y Villarreal en su residencia, en la cual vivía con su hermano, Joe Cantu, y su cuñada, Christina Cantu. Christina Cantu interrogó a Villarreal al observar que sangraba y ver que Pérez también tenía la camisa ensangrentada. Esto provocó que Medellín le dijera que la pandilla había estado "divirtiéndose" y que los detalles aparecerían en las noticias. Él, Pérez y Villarreal luego detallaron haber violado a dos jóvenes.
Peter Cantu regresó luego, y dividió los objetos de valor que habían robado de las víctimas. José Medellín obtuvo un anillo con una "E", para dárselo a su novia, Esther. Medellín detalló que él había matado a una de las chicas y que le habría resultado más fácil hacerlo con una pistola. Luego de que la pandilla se fuera, Christina Cantu convenció a Joe Cantu de informar el crimen a la policía.
Cuatro días después de los asesinatos, los cuerpos de las jóvenes fueron hallados en el parque. Debido a las altas temperaturas del verano, los cuerpos se encontraban drásticamente descompuestos y se tuvieron que usar registros dentales para su identificación. O'Brien fue filmado sonriendo en la escena del crimen. El médico forense corroboró que la causa de muerte había sido por estrangulación. Todos los que se creían eran responsables fueron al final arrestados. Medellín otorgó una confesión en video como también escrita.

## Sentencia y encarcelamiento

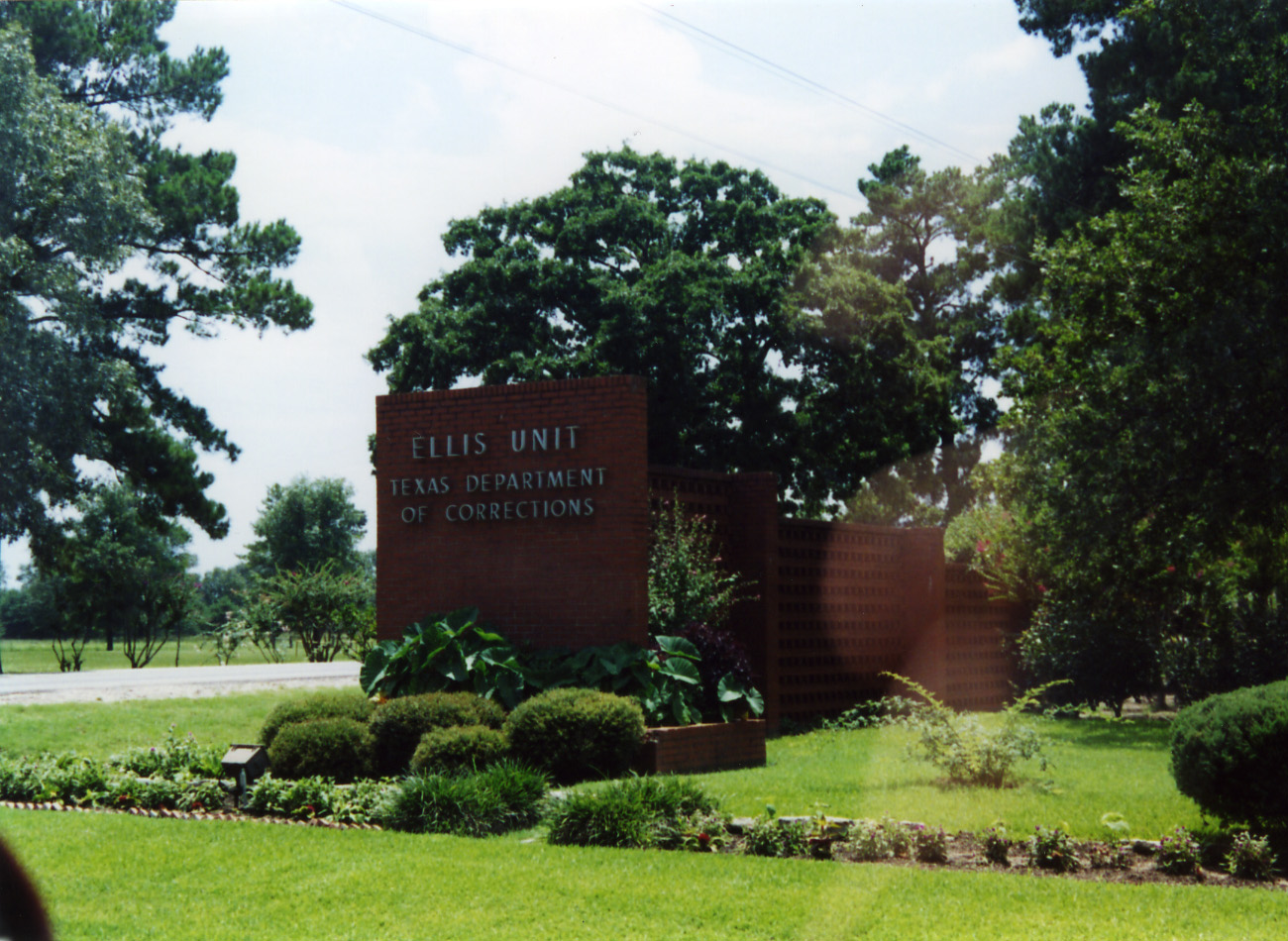
Unidad Ellis, donde fueron confinados inicialmente los perpetradores condenados a muerte.

Luego de la sentencia, los perpetradores fueron remitidos al sistema del Departamento de Justicia Criminal de Texas (TDCJ por sus siglas en inglés "Texas Department of Criminal Justice"). Peter Anthony Cantu, José Ernesto Medellín, Derrick Sean O'Brien, Efraín Pérez, y Raúl Omar Villarreal recibieron penas de muerte. Venancio Medellín, el hermano de José Medellín, testificó en contra de los cuatro miembros de la banda (a excepción de su hermano). Recibió una sentencia de 40 años de prisión, la máxima cantidad de tiempo para un juvenil, por el abuso sexual de Jennifer Ertman.
Luego del caso de Roper v. Simmons, en el cual la Corte Suprema de los Estados Unidos prohibió las ejecuciones de aquellas personas que hayan cometido crímenes siendo menores de 18 años de edad, las penas de muerte de Pérez y Villareal fueron automáticamente conmutadas a cadena perpetua. Pérez podrá solicitar la libertad condicional el 10 de octubre de 2029, mientras que Villarreal podrá hacerlo el 20 de septiembre de 2029.
Más tarde, Cantu, O'Brien y José Medellín fueron implicados en el asesinato de Patricia López, de 27 años, el 4 de enero de 1993. Aunque ninguno fue acusado con cargos (Cantu ya había sido sentenciado a pena de muerte cuando se lo vinculó al asesinato de López), el asesinato de López fue mencionado en las lecturas de sentencias de O'Brien y Medellín. O'Brien confesó en una grabación de audio que estuvo presente en el asesinato de López pero que se encontraba "demasiado ebrio para saber lo que había pasado". El ADN de Medellín fue comparado positivamente con muestras de ADN halladas en la escena del crimen.

## Ejecuciones
Derrick O'Brien fue el primero en ser ejecutado, el 11 de julio de 2006.
Antes de su ejecución, O'Brien expresó su arrepentimiento a las familias de Peña y Ertman. Luego se disculpó con su propia familia antes de ser ejecutado por inyección letal. En respuesta a las acusaciones realizadas por activistas en contra de la pena de muerte que aseguraban que la pena capital es una forma de castigo cruel e inusual, el padre de Peña remarcó que la muerte de O'Brien había ocurrido pacíficamente, "en 20 segundos", agregando: "Desearía con toda mi alma que mi hija pudiera haber muerto de esa manera. Con una aguja entrando en su brazo y yéndose a dormir. Desearía con todo el alma que él hubiera muerto de la misma forma en que lo hizo ella".
José Medellín apeló su ejecución, alegando que él le había informado a la ciudad de Houston y a los oficiales de policía del condado de Harris que era un ciudadano mexicano y que no había podido contactar con oficiales consulares de ese país. Los fiscales dijeron que Medellín nunca había comentado a las autoridades que era un ciudadano mexicano. Medellín luego confesó en una declaración jurada que se había enterado en 1997 que el consulado mexicano podría ayudarlo. Elevó una petición a la Corte de Apelaciones Criminales de Texas en 1998 con respecto a este asunto, pero la apelación falló.

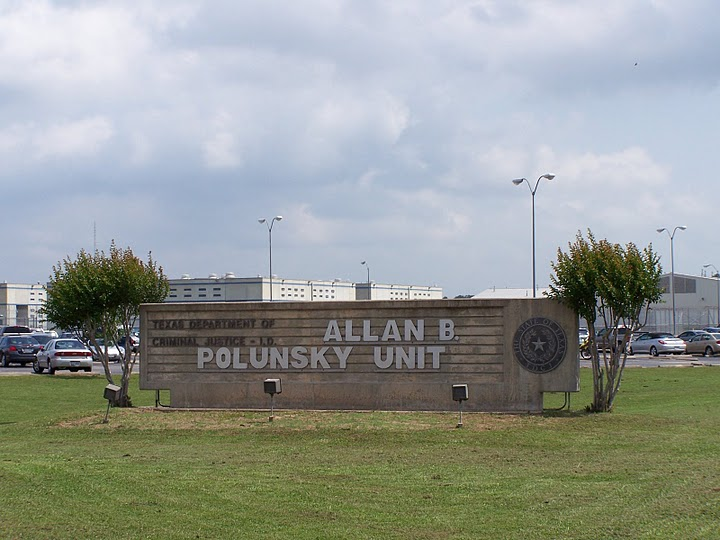
Los perpetradores que estaban condenados a muerte fueron trasladados posteriormente a la Unidad Allan B. Polunsky.

La cada vez más pronta ejecución de Medellín se convirtió en una controversia internacional ya que el estado no había permitido realizar la audiencia que determinaría si la inhabilidad de Medellín de contactar con oficiales consulares mexicanos había dañado su defensa. Los derechos de un detenido a hablar con su consulado estaban especificados en la Convención de Viena sobre Relaciones Consulares; los Estados Unidos formaban parte de la convención, aunque habían abandonado la jurisdicción obligatoria en 1986 para aceptar la jurisdicción de la corte solamente casos por casos. En 2004, la Corte Internacional de Justicia respondió a una demanda realizada por México contra los Estados Unidos; la corte ordenó que debían realizarse dichas audiencias para los presos, incluyendo a Medellín, a quienes se les había negado el derecho consular.
En 2005, el presidente George W. Bush ordenó que se realizaran las audiencias. El estado de Texas, representado por el Fiscal General Ted Cruz, desafió las órdenes de Bush y la Suprema Corte de los Estados Unidos declaró que solo el Congreso de los Estados Unidos tenía el derecho de ordenar las audiencias. En julio, la Corte Mundial ordenó la suspensión de la ejecución de Medellín. El gobernador Rick Perry argumentó que el estado de Texas no estaba atado a las sentencias de la Corte Mundial. Los opositores a la pena de muerte protestaron mientras se acercaba la fecha de la misma. Las familias tanto de Ertman como de Peña estaban fuertemente a favor de las ejecuciones.

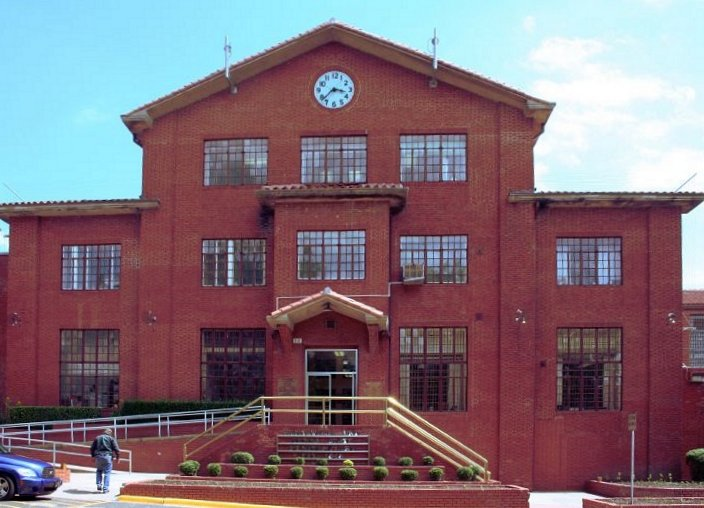
Unidad de Huntsville, lugar de ejecuciones en el Estado de Texas.

José Medellín fue ejecutado el 5 de agosto de 2008 a las 9:57 PM, luego de que sus apelaciones de último minuto fueran rechazadas por la Corte Suprema. El gobernador Perry declinó llamadas telefónicas desde México y Washington D. C. que buscaban demorar la ejecución, citando que la tortura, violación y estrangulación de dos chicas adolescentes en Houston 15 años atrás eran razones suficientes para la pena de muerte. Durante toda su vida, Randy Ertman se dedicó a abogar fuertemente en contra del otorgamiento de la libertad condicional para Venancio Medellín.
17 años después de los crímenes, Peter Anthony Cantu fue ejecutado, el 17 de agosto de 2010. La inyección letal fue administrada a las 6:09 PM y a las 6:17 PM Cantu fue declarado oficialmente muerto. Rechazó realizar una última declaración antes de su ejecución.

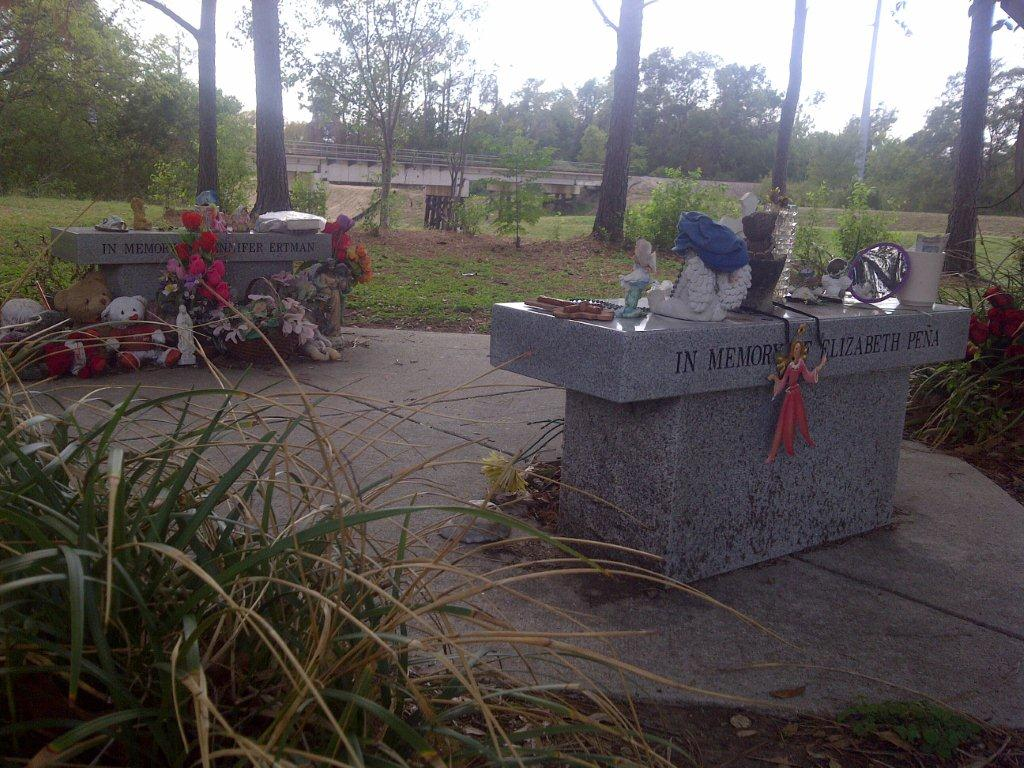
Monumentos a Ertman y Peña en TC Jester Park: al fondo está el puente de ferrocarril bajo el que las dos fueron atacadas inicialmente.

Cantu, Medellín, y O'Brien se encuentran enterrados en el cementerio Capitán Joe Bird.

## Consecuencias
Los padres de Peña y Ertman abogaron satisfactoriamente sobre permitir en el estado de Texas que las familias de las víctimas tuvieran permiso de asistir a las ejecuciones. Antes de los asesinatos, oficiales de Houston habían declarado que las pandillas o bandas no eran un problema significativo en la ciudad. C.E. Anderson, un oficial del Departamento de Policía de Houston que había trabajado en el caso describió los asesinatos como "parte del ímpetu para los programas anti-pandillas en Houston. Jennifer Latson del periódico Houston Chronicle comentó que la muerte de las chicas había "sacudido hasta los cimientos" al vecindario de Oak Forest.
Randy Ertman, el padre de Jennifer Ertman, murió de cáncer de pulmón el 18 de agosto de 2014. Ertman había deseado que Andy Kahan, defensor de criminales de la ciudad de Houston fuera testigo de las ejecuciones de O'Brien y Medellín. El Departamento de Justicia Criminal de Texas rechazó la petición de permitir que Kahan fuera testigo de las ejecuciones.
La junta de libertad condicional de Texas negó en varias ocasiones otorgarle dicho privilegio a Venancio Medellín, siendo la más reciente en 2020. Medellín está programado para ser liberado en 2034.
La Escuela Secundaria de Waltrip tiene un monumento dedicado a las chicas. Otro monumento existe en el parque T.C. Jester.
Ambas se encuentran enterradas en el cementerio "Jardín de los Recuerdos de Woodlawn".

## Obras citadas
- Mitchell, Corey (2008). Pure Murder. Pinnacle Books. ISBN 978-0-786-01851-2.